# Bolinichthys
Bolinichthys är ett släkte av fiskar. Bolinichthys ingår i familjen prickfiskar.
Kladogram enligt Catalogue of Life:
| Bolinichthys | \| \| Bolinichthys distofax \| \| \| \| \| \| Bolinichthys indicus \| \| \| \| \| \| Bolinichthys longipes \| \| \| \| \| \| Bolinichthys nikolayi \| \| \| \| \| \| Bolinichthys photothorax \| \| \| \| \| \| Bolinichthys pyrsobolus \| \| \| \| \| \| Bolinichthys supralateralis \| \| \| \| |
|              | \| \| Bolinichthys distofax \| \| \| \| \| \| Bolinichthys indicus \| \| \| \| \| \| Bolinichthys longipes \| \| \| \| \| \| Bolinichthys nikolayi \| \| \| \| \| \| Bolinichthys photothorax \| \| \| \| \| \| Bolinichthys pyrsobolus \| \| \| \| \| \| Bolinichthys supralateralis \| \| \| \| |
|              | Bolinichthys distofax |
|              | |
|              | Bolinichthys indicus |
|              | |
|              | Bolinichthys longipes |
|              | |
|              | Bolinichthys nikolayi |
|              | |
|              | Bolinichthys photothorax |
|              | |
|              | Bolinichthys pyrsobolus |
|              | |
|              | Bolinichthys supralateralis |
|              | |